# Autunien
Het Autunien of Autuniaan (Vlaanderen) is een tijdsaanduiding of tijdperk in de geologie van Europa. Het is de oudste van drie onderverdelingen van het Perm, en vormt samen met het erop volgende Saxonien het Onder-Perm. Het komt overeen met het onderste deel van het Rotliegend, en de tijdperken Cisuralien en Guadalupien in de wereldwijd gebruikte tijdschaal van de ICS. Het Autunien volgt op het Stephanien, de jongste onderverdeling van het Carboon in Europa.
Het Autunien is genoemd naar het Bekken van Autun in de Morvan in Centraal-Frankrijk. In dit bekken is ook het stratotype te vinden.
De overgang van het Autunien naar het Saxonien is diachroon van aard: de veranderingen waarmee de overgang herkend wordt traden niet in alle gebieden gelijktijdig op. De overgang tussen Stephanien en Autunien valt niet samen met de overgang Carboon-Perm: het begin van het Autunien valt in het late Carboon (Gzhelien). Dit maakt het gebruik van het Autunien als tijdperk lastig. Desondanks blijft de naam door geologen en paleontologen lokaal gebruikt worden om betreffende gesteentelagen en fossiele fauna aan te duiden.